# Felipe Wallace do Nascimento
Felipe Wallace do Nascimento (* 4. Juli 1991 in Rio de Janeiro), auch unter Felipe Wallace bekannt, ist ein brasilianischer Fußballspieler.

## Karriere
Felipe Wallace stand 2011 beim Boavista SC im brasilianischen Saquarema unter Vertrag. 2012 wechselte er zum Resende FC nach Resende. Über die brasilianischen Stationen Bonsucesso FC, AA Portuguesa (RJ), Mixto EC, São Cristóvão FR und Paraíba EC ging er Anfang 2020 nach Asien. Hier unterschrieb er in Thailand einen Vertrag beim Trang FC. Der Verein aus Trang spielte in der dritten thailändischen Liga, der Thai League 3. Mit Trang spielte in der Upper Region. Nach einem halben Jahr unterschrieb er am 1. Juli 2020 einen Vertrag beim Drittligisten Raj-Pracha FC. Mit dem Verein aus der Hauptstadt Bangkok spielte er in der Lower Region. Am 1. Januar 2021 wechselte er in die zweite Liga. Hier nahm ihn der Uthai Thani FC unter Vertrag. Sein Zweitligadebüt für den Verein aus Uthai Thani gab er am 7. Februar 2021 im Heimspiel gegen den Lampang FC. Hier stand er in der Startelf und wurde in der 85. Minute gegen Nontapat Naksawat ausgewechselt. Das Spiel gewann Lampang mit 2:0. Am Ende der Saison musste er mit Uthai Thani in die dritte Liga absteigen. Nach dem Abstieg verließ er den Klub und schloss sich dem Zweitligisten Ayutthaya United FC an. Für den Klub aus Ayutthaya stand er sechsmal in der zweiten Liga auf dem Spielfeld. Nach der Hinrunde wurde sein Vertrag aufgelöst. Seit dem 1. Januar 2022 ist er vertrags- und vereinslos.